# Red Bull KTM Factory Racing
Red Bull KTM Factory Racing is het fabrieksteam van de Oostenrijkse motorfietsenfabrikant KTM. Het team komt binnen het wereldkampioenschap wegrace uit in de MotoGP-klasse.

## Geschiedenis
KTM deed al enkele jaren mee aan de Moto3-klasse van het wereldkampioenschap wegrace en was eveneens actief in de offroadmotorsport voordat het in september 2014 besloot om deel te nemen aan de MotoGP vanaf het seizoen 2017. Anderhalf jaar voor aanvang van hun debuut testte het team de motor, genaamd KTM RC16, voor het eerst op de Red Bull Ring met Alex Hofmann als testcoureur. De motor werd later getest op het Circuit Ricardo Tormo Valencia, het Circuito Permanente de Jerez, het Automotodrom Brno, het Misano World Circuit Marco Simoncelli en het Circuit Mugello, met Mika Kallio, Randy de Puniet, Karel Abraham en Thomas Lüthi als testrijders.
Tijdens de Grand Prix van Oostenrijk 2016 toonde KTM de RC16 voor het eerst aan het publiek, waarbij testrijders Kallio en Hofmann enkele ronden reden. Tevens werd bekend dat Kallio deel zou nemen met een wildcard tijdens de seizoensafsluiter in Valencia. Hij kwalificeerde zich hier als twintigste, maar kon de race niet finishen vanwege technische problemen.
Aan het eind van februari 2017 toonde KTM de uiteindelijke versie van de RC16, tegelijk met het Moto3- en het nieuwe Moto2-team. In de MotoGP zou het team rijden met Pol Espargaró en Bradley Smith als coureurs, terwijl Kallio gedurende het seizoen vier races reed als wildcardcoureur. In de tweede race in Argentinië pakte het team hun eerste punten, met een veertiende plaats voor Espargaró en een vijftiende plaats voor Smith. De beste kwalificatiepositie voor het team was een zevende plaats voor Espargaró in Duitsland, terwijl negende plaatsen voor Espargaró in zowel Tsjechië en Australië de beste raceposities waren. Espargaró en Smith werden respectievelijk zeventiende en 21e in het klassement bij de coureurs, terwijl KTM, mede door een sterke tweede seizoenshelft, vijfde werd in het constructeurskampioenschap.
In 2018 bleven Espargaró en Smith bij het team rijden, met opnieuw een aantal wildcardoptredens van Kallio. Het seizoen stond echter in het teken van blessures; Kallio raakte zwaar geblesseerd tijdens de vrije trainingen voor de Grand Prix van Duitsland, terwijl Espargaró zijn sleutelbeen brak tijdens de opwarmingssessie voor de Grand Prix van Tsjechië. Kallio moest de rest van het seizoen toekijken, terwijl Espargaró na drie races, waarin hij voor de laatste race eenmalig werd vervangen door Loris Baz, terug kon keren op de motor. Mede door zijn snelle comeback waren zijn resultaten in eerste instantie niet goed genoeg, en moest hij nog een race missen vanwege de pijn. In de seizoensafsluiter in Valencia kende KTM echter de beste dag uit hun MotoGP-geschiedenis; Espargaró eindigde als derde, wat de eerste podiumfinish voor zowel hemzelf als KTM betekende, terwijl Smith als achtste finishte.
In 2019 wordt Smith vervangen door Johann Zarco, een beslissing die al vroeg in het seizoen 2018 werd genomen.
9 augustus 2020 wint op het circuit van Brno, de Zuid-Afrikaan Brad Binder, de eerste Moto-GP Grand Prix voor KTM. 

## MotoGP-resultaten
| Jaar | Motorfiets | Banden | Nr. | Coureur       | 1   | 2   | 3   | 4   | 5   | 6   | 7   | 8   | 9   | 10  | 11  | 12  | 13  | 14  | 15  | 16  | 17  | 18  | 19  | Pnt. | Pos. |
| ---- | ---------- | ------ | --- | ------------- | --- | --- | --- | --- | --- | --- | --- | --- | --- | --- | --- | --- | --- | --- | --- | --- | --- | --- | --- | ---- | ---- |
| 2017 | KTM RC16   | M      |     |               | QAT | ARG | AME | SPA | FRA | ITA | CAT | NED | DUI | TSJ | OOS | GBR | SMR | ARA | JAP | AUS | MAL | VAL |     | 84   | 10e  |
| 2017 | KTM RC16   | M      | 36  | Mika Kallio   |     |     |     |     |     |     |     |     | 16  |     | 10  |     |     | 11  |     |     |     | DNF |     | 84   | 10e  |
| 2017 | KTM RC16   | M      | 38  | Bradley Smith | 17  | 15  | 16  | 14  | 13  | 20  | DNS | DNF | 14  | DNF | 18  | 17  | 10  | 19  | 17  | 10  | 12  | 11  |     | 84   | 10e  |
| 2017 | KTM RC16   | M      | 44  | Pol Espargaró | 16  | 14  | DNF | DNF | 12  | DNF | 18  | 11  | 13  | 9   | DNF | 11  | 11  | 10  | 11  | 9   | 10  | DNF |     | 84   | 10e  |
| 2018 | KTM RC16   | M      |     |               | QAT | ARG | AME | SPA | FRA | ITA | CAT | NED | DUI | TSJ | OOS | GBR | SMR | ARA | THA | JAP | AUS | MAL | VAL | 89   | 9e   |
| 2018 | KTM RC16   | M      | 36  | Mika Kallio   |     |     |     | 10  |     |     | DNF |     | DNS |     |     |     |     |     |     |     |     |     |     | 89   | 9e   |
| 2018 | KTM RC16   | M      | 38  | Bradley Smith | 18  | DNF | 16  | 13  | 14  | 14  | DNF | 17  | 10  | DNF | 14  | C   | 16  | 13  | 15  | 12  | 10  | 15  | 8   | 89   | 9e   |
| 2018 | KTM RC16   | M      | 44  | Pol Espargaró | DNF | 11  | 13  | 11  | 11  | 11  | 11  | 12  | DNF | DNS |     |     | DNF | DNS | 21  | 13  | DNF | DNF | 3   | 89   | 9e   |
| 2018 | KTM RC16   | M      | 76  | Loris Baz     |     |     |     |     |     |     |     |     |     |     |     | C   |     |     |     |     |     |     |     | 89   | 9e   |